# Graphium comatrichoides
Graphium comatrichoides är en lavart som beskrevs av Massee & E.S. Salmon 1902. Graphium comatrichoides ingår i släktet Graphium och familjen Microascaceae.   Inga underarter finns listade i Catalogue of Life.